# 조지비니 툰지
조지비니 툰지(Zozibini Tunzi, 1993년 9월 18일 ~ )는 남아프리카 공화국의 모델, 미인 대회 우승자이다. 2019 미스 남아공 대회에서 우승한 후, 미스 남아공 대표로 2019 미스 유니버스에 참가해 우승하게 되었다.